# Imbrasia xanthofacis
Imbrasia xanthofacis är en fjärilsart som beskrevs av Stoneham 1962. Imbrasia xanthofacis ingår i släktet Imbrasia och familjen påfågelsspinnare. Inga underarter finns listade i Catalogue of Life.